# Украинский государственный университет железнодорожного транспорта
Украинский государственный университет железнодорожного транспорта (укр. Український державний університет залізничного транспорту) — расположенное в Харькове государственное высшее учебное заведение IV уровня аккредитации, подчинённое Министерству образования и науки Украины (до 2011 года подчинялось Министерству инфраструктуры Украины).

## История
История университета ведет своё начало 12 июня 1930 года, когда согласно постановлению Совета Народных Комиссаров УССР № 19/672 на базе Харьковского объединённого техникума путей сообщения был создан Харьковский эксплуатационно-тяговый институт инженеров железнодорожного транспорта. В новом институте начали занятия 432 студента. В 1930 году открылась аспирантура.

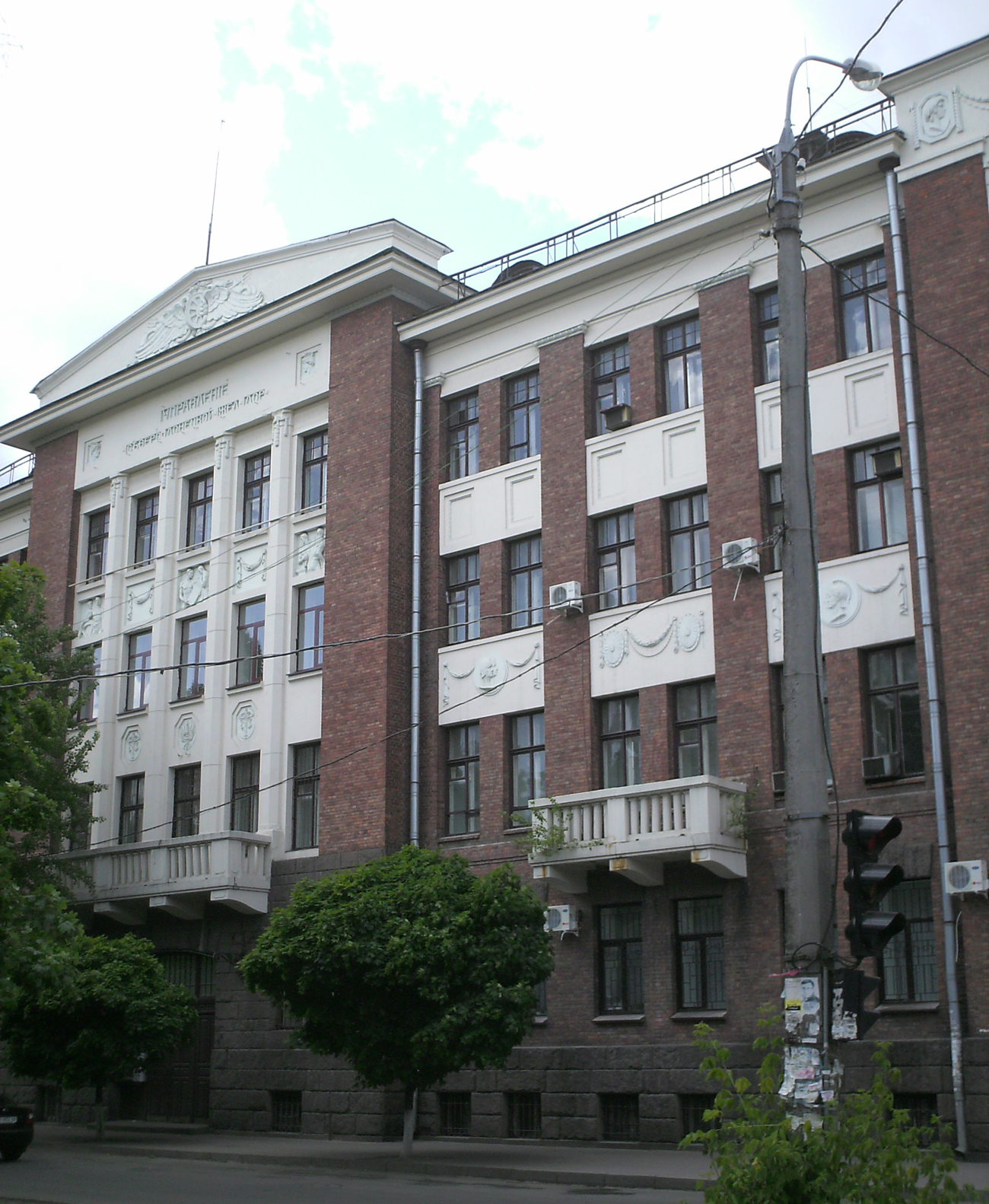
Второй корпус, б. управление Северо-Донецкой железной дороги, арх. С. П. Тимошенко, В. П. Ширшов при консультации А. Н. Бекетова, 1910.

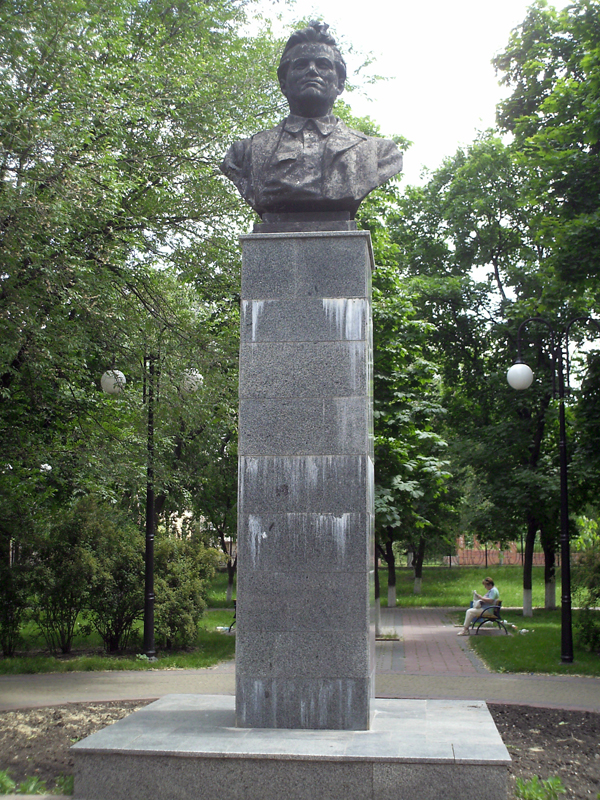
Бюст С. М. Кирова, имя которого носил институт (ск. В. Н. Савченко, арх. А. П. Павленко, 1957). В 2015 бюст был снесён. Сейчас на постаменте железнодорожное колесо

В 1932 г. Учебное заведение было переименовано в Харьковский эксплуатационно-механический институт инженеров железнодорожного транспорта, а осенью 1933 года — в Харьковский институт инженеров железнодорожного транспорта (ХИИТ).
С середины 1980-х годов ХИИТ находился в первой тройке вузов своего профиля (наряду с Московским и Ленинградским институтами инженеров железнодорожного транспорта), обеспечивая профессиональными кадрами железные дороги всего Советского Союза, и был базовым институтом ГУУЗ Министерства путей сообщения по вопросам новой организации, технического и эстетического обеспечения учебного процесса. Неоднократно награждался переходящим Красным Знаменем. Начиная с 1992 года на институт возложены функции ведущей организации на Украине по решению вопросов учебно-методического обеспечения отрасли и разработке новых учебных средств и технологий по подготовке высококвалифицированных специалистов.
В 1993 г. ХИИТ был аккредитован Государственной аккредитационной комиссией Министерства образования и науки Украины по IV уровню аккредитации с изменением статуса. Институт стал именоваться Харьковской государственной академией железнодорожного транспорта. Согласно приказу Министерства транспорта и связи Украины № 346 от 28 мая 2001 года вуз именовался Украинская государственная академия железнодорожного транспорта (УкрГАЖТ).
Распоряжением Кабинета Министров Украины № 1049-р от 30 октября 2014 года в рамках имплементации нового Закона Украины "О высшем образовании" вуз переименован в Украинский государственный университет железнодорожного транспорта.
По состоянию на 2008 год профессорско-преподавательский состав университета насчитывал 479 человек, в том числе 38 профессоров и 217 доцентов, среди которых 10 действительных членов и 12 член-корреспондентов отраслевых Академий Украины. Свыше 130 выпускников вуза стали докторами наук.

## Структура, специальности
Университет имеет в своем составе 6 факультетов с дневным и заочным обучением, 35 кафедр, в том числе 28 выпускающих с филиалами на предприятиях, подчинённый институт в Донецке и заочный факультет в  г. Лиман Донецкой области:
- Институт переподготовки и повышения квалификации кадров;
- Донецкий институт железнодорожного транспорта ;
- Факультет «Управление процессами перевозок»;
- Факультет «Информационно-управляющие системы и технологии»;
- Строительный факультет;
- Механико-энергетический факультет;
- Экономический факультет;
- Учебно-научный центр гуманитарной образования;
- Краснолиманский заочный факультет;
- Учебно-методический центр;
- Центр международного образования
- Центр учебно-практической подготовки.

### Институт переподготовки и повышения квалификации кадров УкрГУЖТ
Институт переподготовки и повышения квалификации кадров (создан в 1996 году) — структурное подразделение Украинского государственного университета железнодорожного транспорта, обеспечивающее последипломное образование граждан, получение ими более высокой квалификации по следующими направлениями:
- Подготовка магистров. Осуществляется по 15 специальностя университета, которые обеспечивают деятельность железных дорог. Срок обучения — 2 года. Форма обучения — заочная;
- Второе высшее образование. Квалификация — специалист. Подготовка осуществляется по всем базовым специальностям университета. Срок обучения — 1 год 10 месяцев. Форма обучения — заочная;
- Повышение квалификации кадров. Осуществляется как по базовым направлениям университета, так и с целевой направленностью (в зависимости от потребностей предприятий). Обучение проводится как в университете, так и на базе предприятий заказчиков.
- Повышение квалификации государственных служащих транспортно-дорожного комплекса Украины.

### Донецкий институт железнодорожного транспорта УкрГУЖТ
Донецкий институт железнодорожного транспорта является структурным подразделением УкрГУЖТ. Институт является базой подготовки  специалистов-железнодорожников в Донецком регионе. Был образован в качестве Донецкого филиала Харьковского института железнодорожного транспорта в 1967 году. Имеет в своем составе 6 факультетов и 12 кафедр.
Своим созданием Донецкий филиал ХИИТ был обязан двум обстоятельствам:
1) роль и значение в народнохозяйственном комплексе СССР вновь созданной отделением от Южных - Донецкой железной дороги, которая была одной из самых грузонапряженных;
2) её недостаточное кадровое обеспечение.
Это вдохновило руководство Донецкой железной дороги воспользоваться тем обстоятельством, что в Донецке функционирует учебно-консультационный пункт Харьковского института инженеров транспорта и открыть на базе него филиал этого института.
Идея была поддержана начальником Донецкой железной Приклонским В. В. и ректором ХИИТ. К тому времени профессором Игнатьевым А. Ф.; который определил перечень работ, которые нужно было выполнить ДЖД для того, чтобы с 1 сентября 1968 в Донецком филиале приступили к обучению по шести транспортными специальностям студенты-заочники первого — четвёртого курсов института, проживающие в городах и поселках Донбасса.
Результатом инициатив Донецкой железной дороги и ректората Харьковского института инженеров транспорта стал приказ Министерства путей сообщения СССР от 3 ноября 1967 года «Об организации Донецкого филиала ХИИТ».
В структуре института функционируют 6 факультетов:
- Управление процессами перевозок на железнодорожном транспорте;
- Инфраструктура железнодорожного транспорта;
- Экономики транспорта;
- Заочный факультет;
- Факультет последипломного образования;
- Факультет довузовской подготовки).

И 12 кафедр, из которых 7 выпускающие («Организация движения поездов, подвижной состав», «Автоматика, телемеханика, связь и вычислительная техника», «Строительство, эксплуатация сооружений и путевое хозяйство», «Учет и аудит», «Менеджмент», «Экономика предприятия»).
ДонИЖТ имеет в своем распоряжении 5 учебных корпусов, одно общежитие, два спортзала и две спортивные площадки, базу отдыха «Ивушка» на станции Брусино Донецкой железной дороги, библиотеку (около 200 тыс. экземпляров печатных изданий).

### Факультет «Управление процессами перевозок» (УПП)
Факультет «Управление процессами перевозок» — первый в стране учебный факультет эксплуатации путей сообщения — был создан в 1918 году в Киевском институте народного хозяйства. В 1934 г. эксплуатационный факультет был переведен из Киевского института путей сообщения в Харьковский институт инженеров железнодорожного транспорта.
После объединения с ХИИТом факультет эксплуатации возглавил профессор А. П. Головченко, а позднее — доценты А. И. Прибегин и В.В.Повороженко. Кафедру эксплуатации железных дорог было переименовано в кафедру «Организация движения», которым заведовали выдающиеся учёные профессора И. В. Глазатов (1930—1936), В. М. Белелюбовский. Кафедрой «Станции и узлы» заведовали В. К. Андриановський, доцент В. Т. Киптелый, а с 1936 по 1974 гг.- профессор А. М. Долаберидзе. С 1974 по 1984 гг. кафедрой заведовал доцент А. П. Шипулин, а с 1984 года кафедру возглавляет доцент И. В. Берестов.
Довоенные года ознаменовывались широким выпуском инженеров — специалистов из эксплуатации железных дорог. Только выпуск 1939 года оставлял 340 инженеров из организации движения и грузовой работы.
В 1938 году деканом факультета был назначен В. Т. Киптелый, который бессменно работал на этом посте 30 лет; только в 1969 году его заменил В. К. Дмитриев.
Осенью 1941 года институт оказался в эвакуации в Ташкенте, там до 1943 года преподаватели и студенты факультета объединяли обучения в вечерние часы с самоотверженной работой на оборону.
По возвращении на Харьковщину студенты факультета приняли активное участие в восстановлении города, родного института и продолжали обучения.
В начале 60-х лет создается самая современная к тому времени лаборатория организации движения поездов, которая позволила проводить обучения студентов факультета в условиях, близких к реальных.
Традиционно на факультете происходили и происходят студенческие научно-технические конференции.
В последние годы на факультете активизировались защиты докторских и кандидатских диссертаций. Руководителями аспирантов и соискателей являются такие ученые, как Т.В. Бутько, Д.В. Ломотько, В.М. Запара, Е.С. Алешинский, А.Н. Огарь, А.В. Лаврухин, А.В. Прохорченко.
В состав факультета УПП в настоящее время входят пять выпускающих кафедр:
- Управление эксплуатационной работой (УЭР);
- Железнодорожные станции и узлы (ЖСУ);
- Управление грузовой и коммерческой работою (УГКР);
- Транспортные системы и логистика (ТСЛ);
- Охрана труда и окружающей среды (ОТ и ОС)

и общеобразовательная кафедры «Высшая математика» (ВМ).
Все выпускающие кафедры имеют солидную учебную базу, в том числе филиалы на базовых станциях: Основа, Харьков-Балашовский, Харьков-Пассажирский.
На факультете осуществляется подготовка по специальностям:
275.02 Транспортные технологии (на железнодорожном транспорте). Образовательные программы:
- Организация международных перевозок;
- Таможенный контроль на транспорте (железнодорожный транспорт);
- Организация перевозок и управление на транспорте;
- Организация правовой и экспедиторской деятельности;
- Транспортный сервис и логистика.

263 Гражданская безопасность. Образовательные программы:
- Безопасность и охрана труда на железнодорожном транспорте;
- Экологический надсмотр и гражданская безопасность.

Ежегодно факультет пополняет армию железнодорожников почти 400 выпускникам дневной и заочной форм обучения. За годы существования факультетом подготовлен больше 16 тыс. инженеров-эксплуатационников, выпущено из печати более 250 методических пособий, выполнено 140 научно-исследовательских работ по поручениями МПС СССР, Укрзализныци и ОАО РЖД.
Немало воспитанников факультета занимают высокие должности на предприятиях Украины, России и других государств Содружества. Среди них — почетный гражданин Харькова, бывший министр МПС СССР Н. С. Конарев; Г. Н. Кирпа — Министр транспорта Украины — Генеральный директор Укрзализныци.

### Факультет «Информационно-управляющие системы и технологии» (ИКСТ, бывший АТС)
Факультет АТС начал свою деятельность 1 ноября 1960 года. В структуру факультета входят четыре выпускающих кафедры:
- Автоматика и компьютерное телеуправление движением поезда (АТ);
- Транспортная связь (ТС);
- Специализированные компьютерные системы (СКС);
- Информационные технологии (ИТ)

и две общеобразовательных кафедры:
- Физика;
- Вычислительная техника и программирование (ВТСУ).

Сегодня здесь готовят специалистов по пяти специальностям:
123 Компьютерная инженерия. Образовательные программы:
- Компьютерная инженерия транспортных систем;
- Специализированные компьютерные системы.

126 Информационные системы и технологии. Образовательные программы:
- Интеллектуальные информационные технологии;
- Технологии искусственного интеллекта.

151 Автоматизация и компьютерно-интегрированные технологии. Образовательная программа:
- Автоматизация и компьютерно-интегрированные технологии.

172 Телекоммуникации и радиотехника. Образовательные программы:
- Системы мобильной связи и сети доступа;
- Телекоммуникационные системы и сети.

273 Железнодорожный транспорт. Образовательная программа:
- Организация контроля систем управления движением поездов.

### Строительный факультет
Первый набор студентов состоялся в 1945 году.
В состав факультета на сегодня входят пять выпускающих кафедр:
- Строительные, путевые и погрузочно-разгрузочные машины (СППРМ);
- Строительные материалы, конструкции и сооружения (СМКС);
- Строительная механика и гидравлика (СМГ);
- Путь и путевое хозяйство (ППХ);
- Изыскание и проектирование путей сообщения, геодезии и землеустройства (ИПГЗ)

и одна общеобразовательные:
- Начертательная геометрия и компьютерная графика (НГКГ).

В настоящее время на факультете учится более 1500 студентов дневной и заочной форм обучения по следующим специальностям:
- Железнодорожные сооружения и путевое хозяйство;
- Промышленное и гражданское строительство;
- Подъёмно-транспортные, строительные, дорожные, мелиоративные машины и оборудование.

### Механико-энергетический факультет
Механический факультет был создан вместе с Харьковским эксплуатационно-тяговым институтом железнодорожного транспорта в 1930 г. На факультете осуществляется подготовка специалистов по следующим специальностям:
- Эксплуатация и ремонт подвижного состава (ЭРПС);
- Электроэнергетика, электротехника и электромеханика (ЭЭЭ);
- Теплотехника, тепловые двигатели и энергетический менеджмент (ТТДЭМ);
- Качество, стандартизация, сертификация и технологии изготовления материалов (КСС и ТИМ);
- Вагоны;.
- и общеобразовательная кафедра Механика и проектирование машин (М и ПМ).

### Экономический факультет
Инженерно-экономический факультет (в настоящее время — экономический факультет) был создан 1 сентября 1934 года. В структуре факультета действуют семь выпускающих кафедр, а также одна общеобразовательная кафедра (экономической теории и права).
На факультете осуществляется подготовка специалистов по образовательно-квалификационным уровням бакалавр и магистр на дневной и заочной форме обучения, а также научно-педагогических кадров через аспирантуру и докторантуру.
Кафедры:
- Экономика и управление производственным и коммерческим бизнесом (ЭУПКБ);
- Управление государственными и коммерческими финансами (УГ и КФ);
- Экономика, бизнес и управление персоналом на транспорте (ЭкБиУПТ);
- Маркетинг (М);
- Менеджмент и администрирование (МиА);
- Учет и аудит (УиА);
- Экономическая теория и право (ЭТиП).

### Учебно-научный Центр Гуманитарного Образования
Кафедры:
- История и языкознание;
- Философия и социология;
- Иностранные языки;
- Физвоспитание и спорт.

### Лиманский заочный факультет
Краснолиманский заочный факультет Укрдазт является правопреемникомм Краснолиманского учебно- консультационного пункта вуза, основанного в 1965 г. Контингент студентов заочной формы обучение факультета составляет 600 лиц (жители северных частей Донецкой и Луганской областей Украины, из которых почти 97 % — железнодорожники магистральных железных дорог и промышленного транспорта), в том числе 97,8 % учатся на контрактной основе.
Факультет расположен на площади 0,569 га, где имеется двухэтажный учебный корпус площадью 1122 га (8 лекционных аудиторий на 430 мест и 7 лабораторий). При факультете имеется собственная библиотека с читальным залом на 16 мест общей площадью 55 га. Фонд библиотеки составляет 18201 учебник и 17050 методических указаний.
Факультет готовит специалистов по семи специальностям пяти направлений подготовки:
- Организация перевозок и управления на транспорте (железнодорожный транспорт);
- Автоматика и автоматизация на транспорте;
- Электрические системы и комплексы транспортных средств;
- Электрический транспорт (электровозы и электропоезда);
- Подвижный состав и специальная техника железнодорожного транспорта;
- Железнодорожные сооружения и путевое хозяйство;
- Теплоэнергетика.

## Специализированные ученые советы по защите диссертаций
В университете работают четыре специализированных ученых совета по защите докторских и кандидатских диссертаций:
- Д64.820.01 с правом принятия к рассмотрению и проведения защиты диссертаций по специальности 05.12.02 — телекоммуникационные системы и сети;
- Д64.820.02 с правом принятия к рассмотрению и проведения защиты диссертаций по специальностям: 05.23.01 — строительные конструкции, здания и сооружения; 05.23.05 — строительные материалы и изделия;
- Д64.820.04 с правом принятия к рассмотрению и проведения защиты диссертаций по специальностям: 05.22.01 — транспортные системы; 05.22.07 — подвижный состав железных дорог и тяга поездов; 05.22.20 — эксплуатация и ремонт средств транспорта.
- Д64.820.05 с правом принятия к рассмотрению и проведения защиты диссертаций по специальностям: 08.00.03 — экономика и управление национальным хозяйством (экономика железнодорожного и автомобильного транспорта); 08.00.04 — экономика и управление предприятиями (экономика железнодорожного и автомобильного транспорта).[6]

## Библиотека
Библиотечное обслуживание осуществляется через 7 абонементов, 3 читальных зала, медиатеку. Библиотечный фонд — всего 813847 экз., в том числе книг — 420404, периодических изданий — 20769, авторефератов и диссертаций — 3280, спец. видов — 3111, CD-R — 96. Есть обменный фонд — 4631 экз.

### Научные издания
- Сборник научных трудов Украинского государственного университета железнодорожного транспорта
- Вестник экономики транспорта и промышленности
- Журнал «Информационно-управляющие системы на железнодорожном транспорте»
- Восточно-Европейский журнал передовых технологий

## Инфраструктура
Университет имеет свой стадион (в районе ст. Основа), поликлинику, спортивно-оздоровительную базу на Оскольском водохранилище.